# 坦納爾 (紐約州)
坦納爾（英語：Tunnel）是位於美國紐約州布魯姆縣的非建制地區。

## 歷史
坦納爾的郵局自1882年營運至今。

## 地理
坦納爾所處的海拔為高於海平面423米（即1388英呎），而該地所採用的時區為UTC-5，即北美东部时区（EST）。同時該地設有夏令時間，為UTC-5調快一小時，即UTC-4（EDT）。